# Obereopsis luteicornis
Obereopsis luteicornis là một loài bọ cánh cứng trong họ Cerambycidae.